# Charlotte Corday
Marie-Anne-Charlotte de Corday d'Armont, nota semplicemente come Charlotte Corday (Les Ligneries, 27 luglio 1768 – Parigi, 17 luglio 1793), è stata una rivoluzionaria francese nota soprattutto per aver ucciso Jean-Paul Marat.

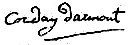
Autografo sulla lettera a Marat

Alla figura di Charlotte Corday si sono ispirate numerose opere, soprattutto teatrali.
Di famiglia arci-realista (i suoi due fratelli erano emigrati in seguito alle vicende rivoluzionarie), fu ammiratrice di Rousseau e Voltaire, e degli eroi di Plutarco e di Pierre Corneille (di cui era pronipote) e si appassionò alle idee repubblicane dei girondini, rimanendo in fondo "costituzionale, probabilmente fogliante". Gli eccessi rivoluzionari e la proscrizione dei deputati girondini (31 maggio e 2 giugno 1793) la convinsero di dover uccidere Jean-Paul Marat, che, secondo lei, era il principale sobillatore della guerra civile, del 10 agosto, dei massacri di settembre e del nascente Regime del Terrore. Giunta apposta da Caen a Parigi, il 13 luglio 1793 riuscì a farsi ricevere in casa dallo stesso Marat e lo pugnalò mentre era nel bagno. Condannata a morte dal tribunale rivoluzionario, fu messa alla ghigliottina quattro giorni dopo.

## Biografia

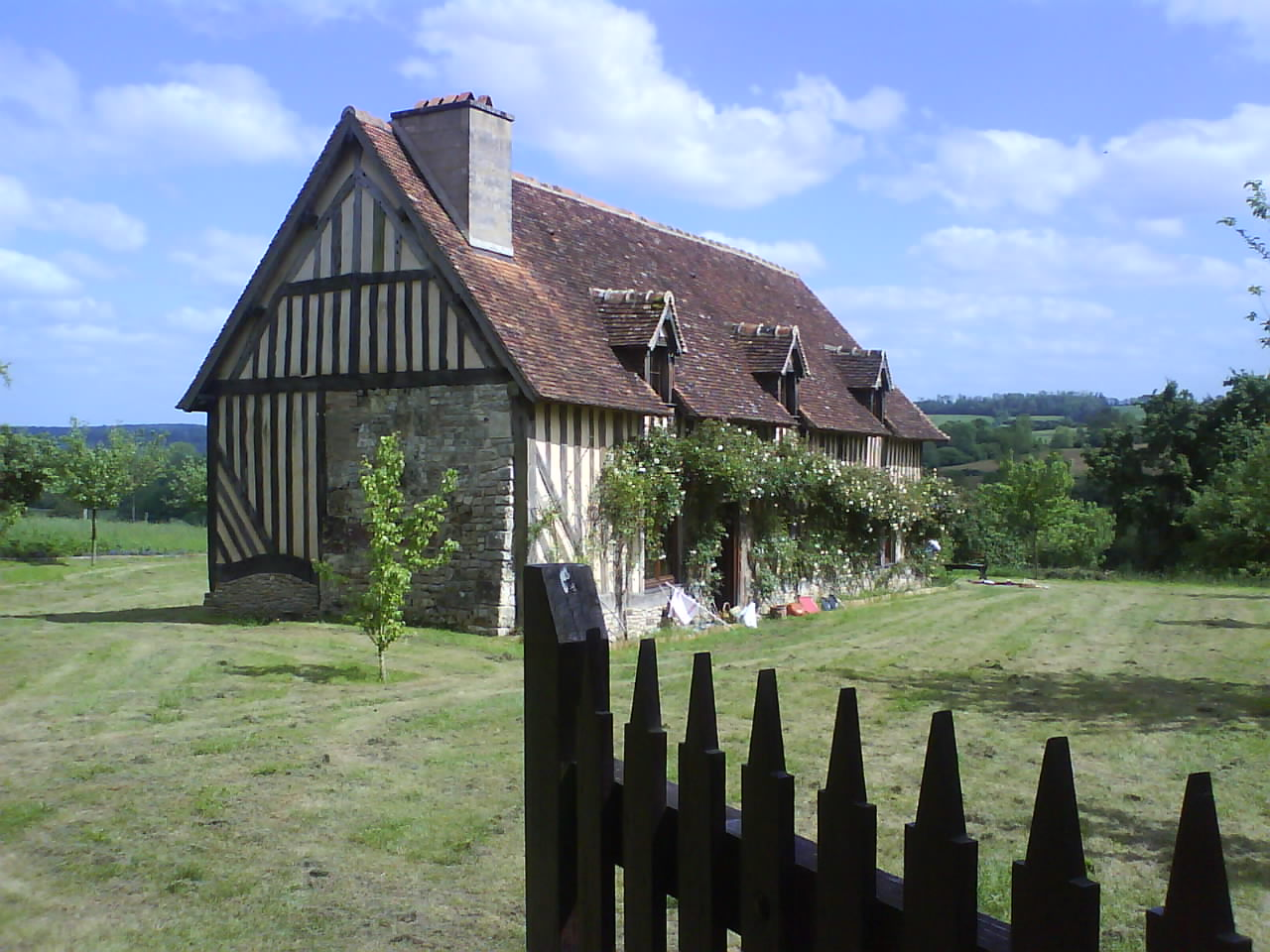
La casa natale in Normandia.

Nacque nella località di le Ronceray, nel piccolo villaggio di Les Ligneries, all'epoca un abitato sparso di un centinaio di persone attorno alla chiesa di Saint Saturnin de Les Ligneries, elevato a comune durante la Rivoluzione ed oggi denominato Écorches. Figlia di Jacques François de Corday d'Armont (Le Mesnil-Imbert, 1737 - Barcellona, 1798), nobiluomo di provincia di povere origini, e di Jacqueline-Charlotte-Marie de Gontier des Autiers (Les Authieux, 1737 - Caen, 1782), era la trisnipote di Pierre Corneille da parte di madre. I genitori erano cugini.
La morte separò Madame de Corday dai suoi cinque figli, quando la piccola Charlotte era ancora in tenera età. Le due femmine entrarono in un monastero di Caen. La figlia Marie-Charlotte Jacqueline (1766-1774), morì ancora piccola nel 1774. I figli superstiti erano: Alexis (1765-1809), Jeanne Jacqueline Eléonore (1770-1806) e un quinto figlio, chiamato Charles Jacques François (1777-1795).
Charlotte aveva allora tredici anni. Ne aveva diciannove al momento della soppressione dei monasteri dovuta al decreto del 13 dicembre 1790. La sua vecchia zia, Madame de Bretteville, l'accolse nella sua casa di Caen. I due fratelli Alexis e François erano emigrati, ultrarealisti che servivano l'esercito del principe di Condé. Uno dei due, Charles, fu fucilato nel 1795 dai Repubblicani a Auray (Bretagna) durante la seconda guerra di Vandea, dopo il fallito sbarco a Quiberon di emigrati e britannici. Il padre, come genitore di emigrati, fu inserito anche lui nella lista di emigrazione e in conformità alla legge del 19 fruttidoro anno VI (1797), fu bandito dalla Francia; si rifugiò quindi in Spagna, raggiungendo Alexis che serviva al momento il reggimento spagnolo al servizio del Regno di Napoli, e morì a Barcellona l'anno dopo. Alexis rientrò in Francia in seguito all'amnistia di Napoleone e sposò nel 1803, a Le Faulq (Calvados, Normandia), Marthe Julie du Hauvel de Saint Basile, avendo due figli Marie Célina (1804, morta poco dopo la nascita) e Léon Maurice (1806-1828).
I resoconti dell'epoca, ripresi dagli storici dell'Ottocento, insistono molto (a differenza delle stampe rivoluzionarie) sulla bellezza fisica di Charlotte, come si nota dall'unico ritratto originale, eseguito in prigione, anche se vi è una controversia sull'effettivo colore dei capelli; il passaporto li descrive come castani scuri, mentre il dipinto li mostra biondi e incipriati. Al contrario della famiglia, e seguendo in parte il padre, moderato liberale, Charlotte era una rivoluzionaria e propendeva per idee nuove e moderne, illuministe, avendo letto Voltaire, Raynal e Rousseau, seppur moderate e anti-giacobine: era il periodo in cui i Girondini lottavano contro i loro nemici alla Convenzione, i Montagnardi, il periodo in cui Jean-Paul Marat, rappresentante per lei della tirannia, trionfava a Parigi.

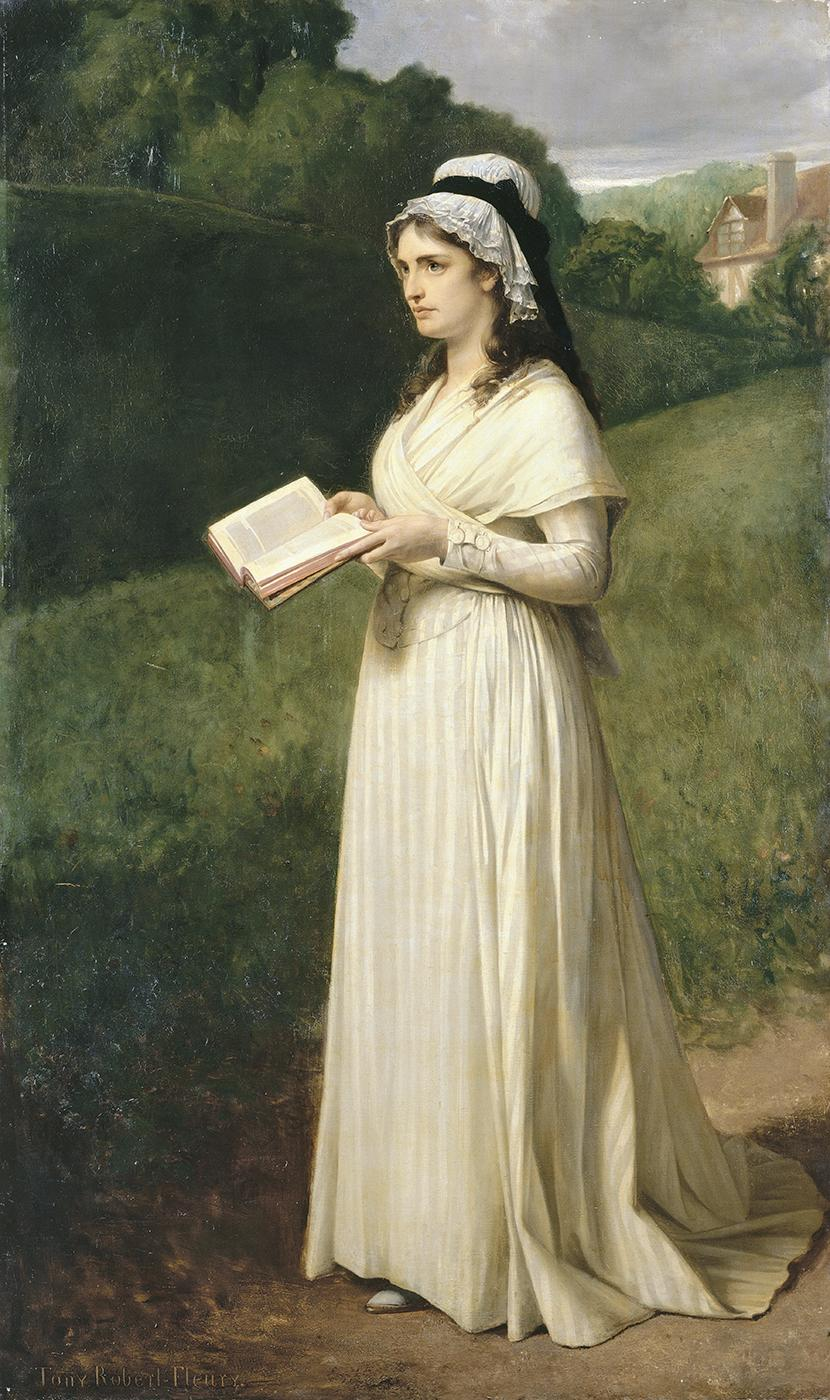
Tony Robert-Fleury, Charlotte Corday a Caen nel 1793

Già i massacri di settembre, che Marat aveva approvato, avevano cominciato a convincere Charlotte Corday della propria intenzione. Tra il 2 e il 6 settembre del 1792, rivoltosi e membri del Comune di Parigi si resero responsabili dell'esecuzione sommaria di seimila detenuti, supposti partigiani del re e prigionieri comuni, stipati nelle carceri parigine (in realtà le cucine della Conciergerie). Il 2 settembre Marat scrisse:
(Marat, L'Ami du peuple del 2 settembre 1792)
Il ministro girondino Roland fu costretto alle dimissioni, mentre i girondini stessi accusavano Danton e Marat di essere i mandanti morali delle stragi. Ora gli stessi erano proscritti e fuggiaschi in Normandia. I Girondini fuggitivi nella primavera del 1793 si erano rifugiati nel Calvados. Qui, essi tenevano delle assemblee a cui Charlotte Corday assistette più volte. Fu così che ella conobbe Buzot, Salle, Pétion, Valazé, Kervélégan, Mollevaut, Barbaroux, Louvet, Giroust, Bussy, Bergoeing, Lesage, Duchastel e Henry-Larivière. Molti additavano in Marat il loro persecutore principale e ne chiedevano la testa.
Dopo che anche il parroco di Caen fu ghigliottinato, il 9 luglio 1793 Corday lasciò Caen per recarsi a Parigi, dove giunse l'11 luglio e prese alloggio all'Hotel de la Providence, decisa ad assassinare Marat in un atto che considerava "tirannicidio". Munita di una lettera di presentazione di Barbaroux, si presentò dal deputato Lauze-Duperret ufficialmente per ottenere documenti per una sua amica, dal quale apprese che Marat non si presentava più alla Convenzione per motivi di salute. Bisognava dunque cercarlo a casa. Perciò Charlotte gli scrisse per essere ricevuta:
«Vengo da Caen; il vostro amore per la Patria mi fa presumere che conoscerete con piacere gli sfortunati avvenimenti di questa parte della Repubblica. Mi presenterò a casa vostra verso l'una, abbiate la bontà di ricevermi e di accordarmi un momento della vostra attenzione. Vi darò l'opportunità di rendere un grande servizio alla Francia.»
Non avendo potuto essere introdotta alla presenza di Marat, gli fece pervenire un secondo biglietto:
«Vi ho scritto questa mattina, Marat; avete ricevuto la mia lettera? Non posso crederlo, poiché mi si rifiuta la vostra porta. Spero che domani mi accorderete un incontro. Ve lo ripeto, arrivo da Caen; devo rivelarvi segreti importantissimi per la salvezza della Repubblica. Peraltro sono perseguita per la causa della libertà. Sono sfortunata; è sufficiente che io lo sia per aver diritto al vostro patriottismo.»
Senza attendere la risposta, Corday uscì dalla sua camera d'albergo alle 19:00 e, dopo aver comprato un lungo coltello da cucina e aver indossato un cappello nero con la coccarda tricolore francese, arrivò al civico 20 di Rue des Cordeliers.

## L'assassinio di Marat

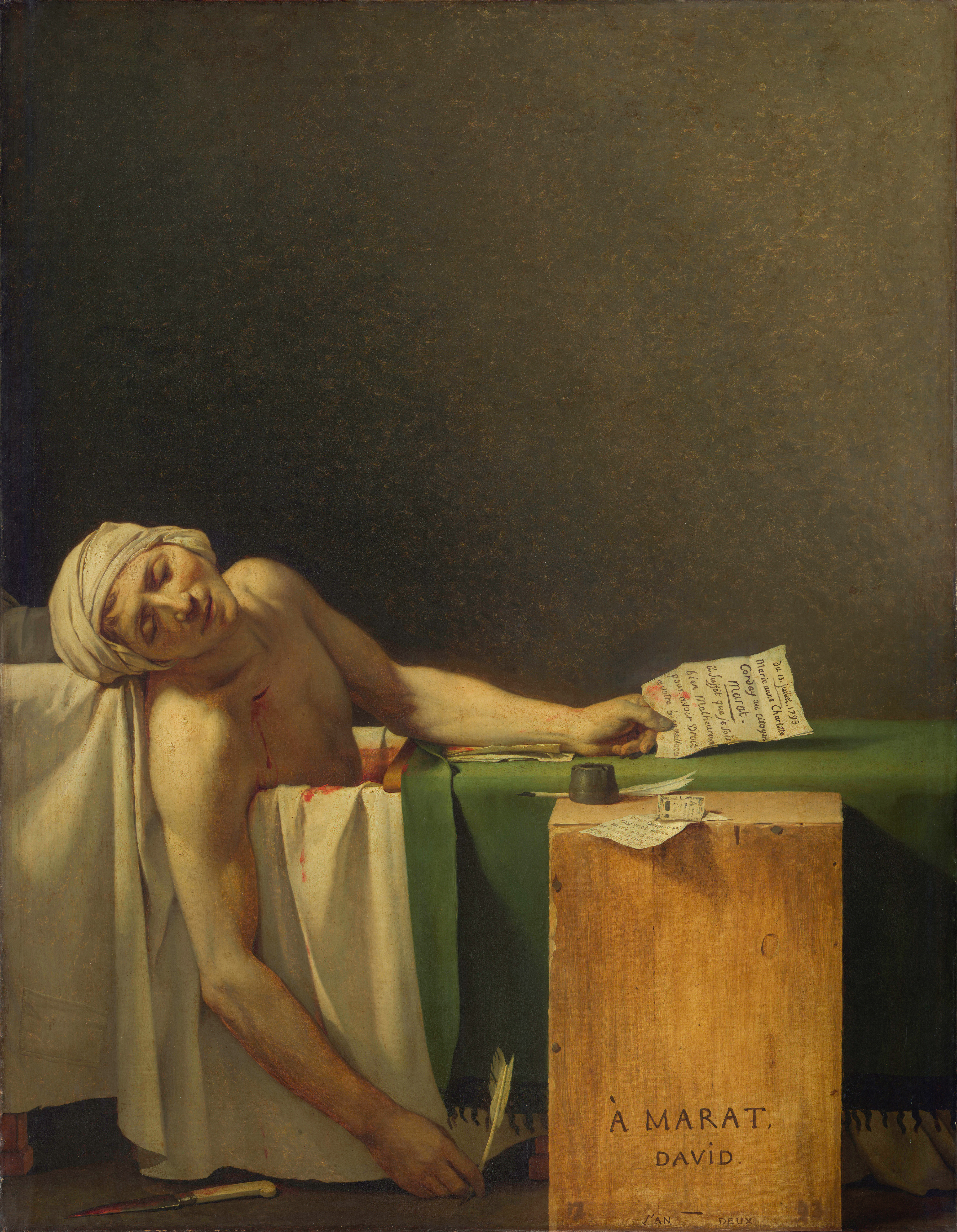
La morte di Marat dipinto di David, 1793; nella lettera che Marat tiene in mano si può leggere il nome "Corday"

Alphonse de Lamartine, che la soprannominò "Angelo dell'assassinio", scrisse, basandosi sui verbali dell'interrogatorio:
(Alphonse de Lamartine, Storia dei Girondini)
(Lamartine, op. cit.)
Forse per gelosia o forse per malfidenza, Albertine (secondo altre fonti la compagna Simonne Evrard) obbedì controvoglia. Introdusse la giovane nella stanzetta dove si trovava Marat, e ritirandosi lasciò la porta del corridoio socchiusa, per cogliere la più piccola parola o il più piccolo movimento del malato. La stanza era debolmente illuminata. Marat era nella vasca da bagno, dove leniva il prurito della sua malattia cutanea. Nel riposo forzato del corpo, egli non lasciava tuttavia riposare il suo animo: una mensola grezza, posata sulla vasca, era coperta di carte, di lettere aperte e di fogli iniziati.

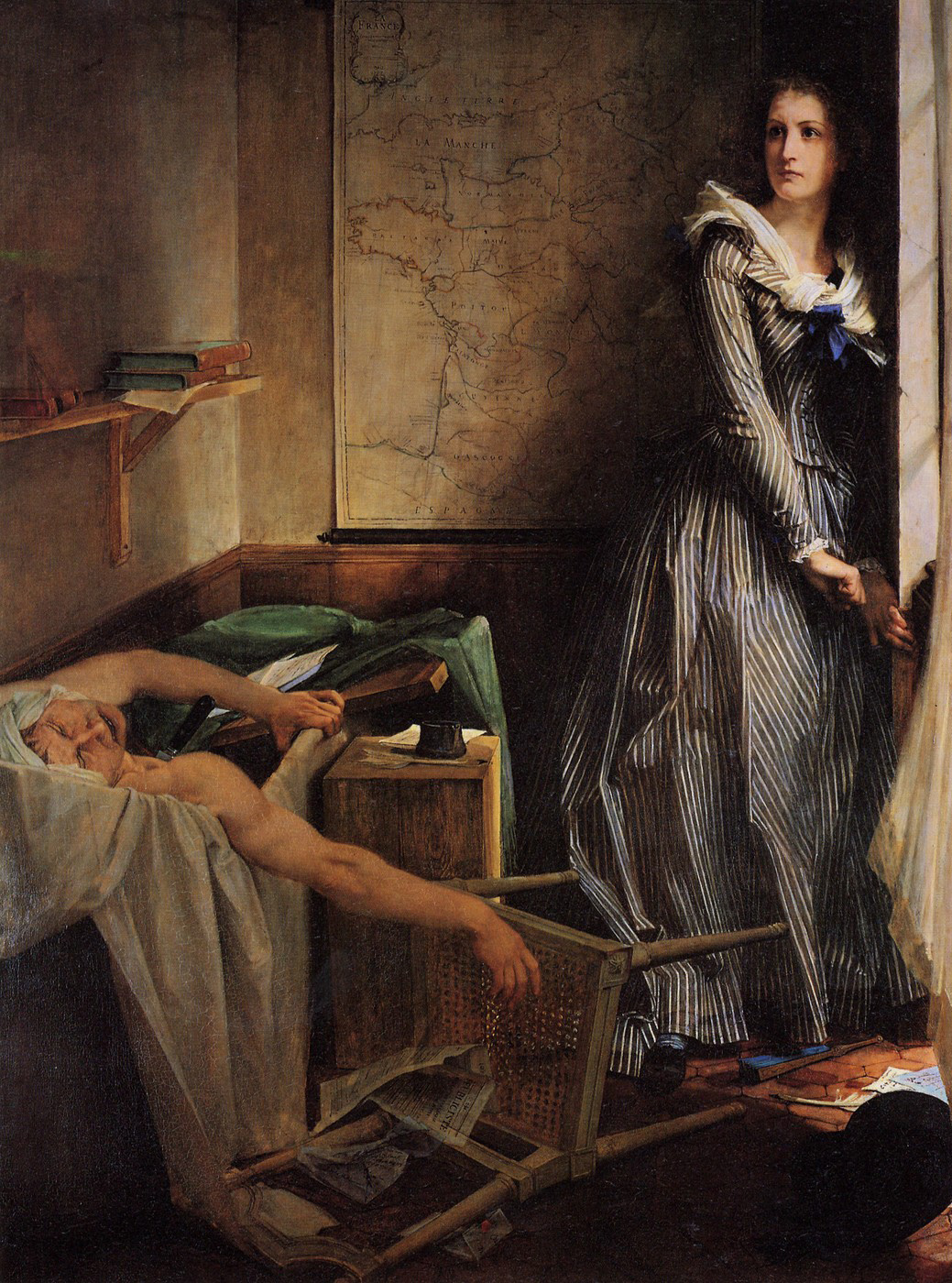
L'assassinio di Marat da parte di Charlotte Corday, opera (1860) di Paul-Jacques-Aimé Baudry. Sotto il Secondo Impero, a partire dal ritratto agiografico di Charlotte Corday fatto da Lamartine con la Storia dei Girondini e quello impietoso del deputato fatto da Chateaubriand nelle Memorie d'oltretomba, Marat è stato visto come un mostro rivoluzionario e la Corday, rappresentata con alle spalle la carta geografica della Francia, come un'eroina.

La Corday evitò di fermare il suo sguardo su di lui, per la paura di tradirsi su quanto stava per fare. In piedi, gli occhi bassi, le mani penzoloni vicino alla vasca, attese che Marat la interrogasse sulla situazione in Normandia. Lei rispose brevemente, dando alle sue risposte il senso e il tono concilianti atti a elogiare le disposizioni presunte dal demagogo. Lui le domandò poi i nomi dei deputati rifugiati a Caen: lei glieli disse. Lui li annotò, e non appena ebbe finito di scriverli, «Bene!» disse col tono di un uomo sicuro della sua vendetta, «prima di otto giorni andranno tutti sulla ghigliottina!»
A queste parole, come se l'animo di Charlotte avesse aspettato "un'ultima infamia" per risolversi a vibrare il colpo, ella gli andò alle spalle, o secondo un'altra versione lo pugnalò direttamente al cuore, prendendo il coltello nascosto nel petto e affondandolo fino al manico, con una forza insospettata, sotto la clavicola destra, squarciando la carotide, l'aorta e il polmone di Marat. Poi lo ritirò grondante di sangue dal corpo della vittima e lo lasciò cadere ai suoi piedi. «Aiutami, mia cara amica!» gridò Marat rivolto alla compagna, e spirò poco dopo per dissanguamento.
Charlotte Corday venne fermata da Simonne Evrard (l'amante e convivente di Marat) e da alcuni domestici. Protetta dall'ira della folla, fu poi arrestata e portata all'Abbaye, la prigione più vicina alla casa di Marat, per essere interrogata.

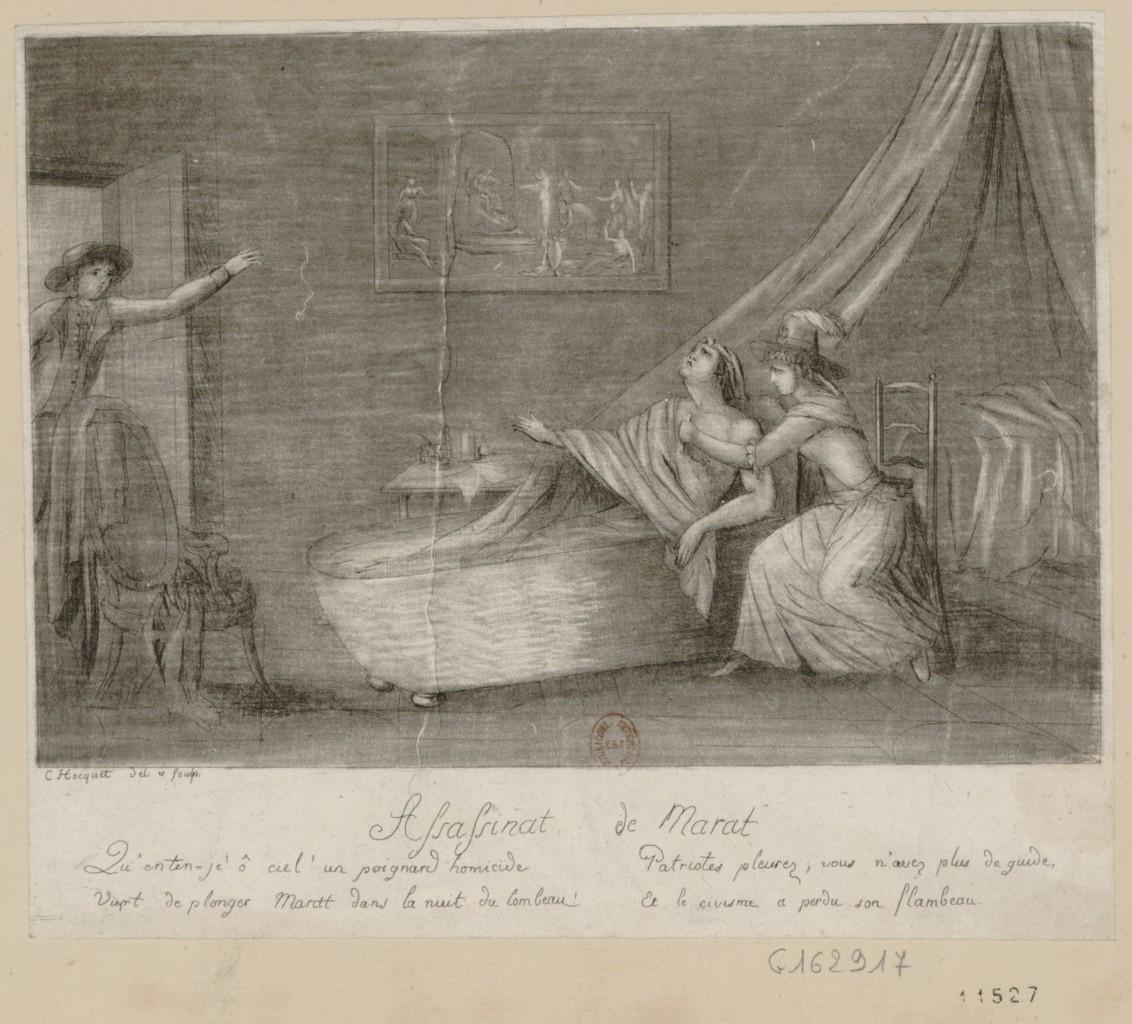
Una ricostruzione dell'omicidio in una stampa del 1793

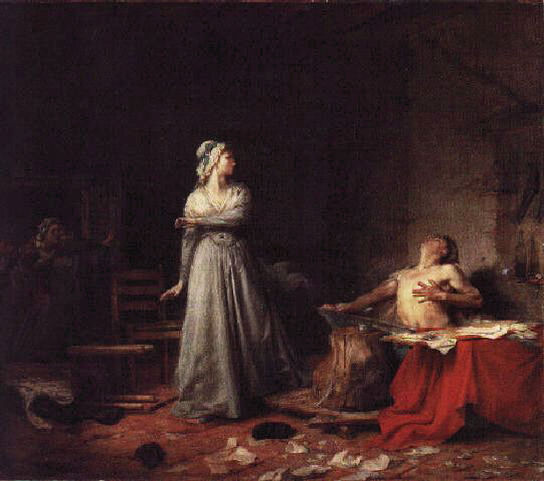
Santiago Rebull, La morte di Marat, pugnalato da Charlotte Corday

Tra le altre cose, sotto il vestito le trovarono un foglio di carta piegato otto volte, sul quale era stato scritto:
Fino a quando, o sfortunati Francesi, vi compiacerete dei problemi e della divisione? Già per troppo tempo dei faziosi, degli scellerati, hanno messo l'interesse delle loro ambizioni al posto dell'interesse generale; perché, vittime del loro furore, vi annientate da voi stessi, per perseguire il desiderio della loro tirannia sulle rovine della Francia?
Le fazioni scoppiano da tutte le parti, la Montagna trionfa grazie al crimine e all'oppressione, i mostri alimentati dal nostro sangue conducono questi detestabili complotti […] Noi lavoriamo per la nostra disfatta con più zelo ed energia di quanta ne abbiamo usata per conquistare la libertà! O Francesi, ancora poco tempo, e non resterà che il ricordo della vostra esistenza!
Già i dipartimenti indignati marciano su Parigi, già il fuoco della discordia e della guerra civile abbraccia la metà di questo vasto impero; esiste ancora un mezzo per comprenderlo, ma questo mezzo deve essere pronto. Già il più vile degli scellerati, Marat, il cui solo nome è l'emblema di tutti i crimini, cadendo sotto il ferro vendicatore, indebolisce la Montagna e fa impallidire Danton, Robespierre, e tutti questi altri briganti seduti sul trono sanguinante, circondati dal fulmine, che gli dei vendicatori dell'umanità sicuramente non sospendono per rendere la loro caduta più eclatante, e per colpire tutti quelli che saranno tentati di costruire la loro fortuna sulle rovine dei popoli abusati!
Francesi! voi conoscete i vostri nemici, alzatevi! Marciate! che la Montagna annientata non abbia più fratelli né amici! Ignoro se il cielo ci riserva un governo repubblicano, ma non può donarci un Montagnardo per capo, se non altro per l'eccesso delle sue vendette […] O Francia! il tuo riposo dipende dall'esecuzione delle leggi; non ho nuociuto affatto uccidendo Marat: condannato dall'universo, lui è fuori dalla legge. Quale tribunale mi giudicherà? Se sono colpevole, Alcide lo era allora quando distruggeva i mostri! […]
O mia patria! Le tue disgrazie mi spezzano il cuore; non posso offrirti che la mia vita! e rendo grazie al cielo della libertà che ho nel disporne; nessuno perderà nulla con la mia morte; non imiterò affatto Pâris, l'assassino di Lepeletier de Saint-Fargeau, uccidendomi. Io voglio che il mio ultimo respiro sia utile ai miei concittadini, che la mia testa portata attraverso Parigi sia un segno di ripresa per tutti gli amici della legge! che la Montagna vacillante veda la sua sconfitta scritta col mio sangue! che io sia la loro ultima vittima, e che l'universo vendicato dichiari che io ho ben meritato la mia umanità! del resto, se si volesse vedere la mia condotta in un'altra ottica, me ne preoccuperei poco:
Che all'universo sorpreso questa grande azione,
Sia oggetto d'orrore o d'ammirazione
Il mio spirito, poco interessato di vivere nella memoria,
Non considera affatto il rimprovero o la gloria.
Sempre indipendente e sempre cittadina,
Il mio dovere mi basta, tutto il resto è niente,
Forza, dovete pensare solo ad uscire dalla schiavitù!...
La mia famiglia e i miei amici non devono inquietarsi, nessuno conosceva i miei progetti. Allego il mio estratto di battesimo, per mostrare come la più debole mano può essere guidata dalla completa devozione. Se non riuscissi nella mia impresa, Francesi! Vi ho mostrato la strada, voi conoscete i vostri nemici; alzatevi! Marciate! Colpite!»

## Il processo
(Giudice)
(Charlotte Corday)
Charlotte Corday fu trasferita il 16 luglio alla Conciergerie e l'indomani, alle otto del mattino, i gendarmi la portarono al Tribunale rivoluzionario, dove non apparve affatto pentita del suo gesto.

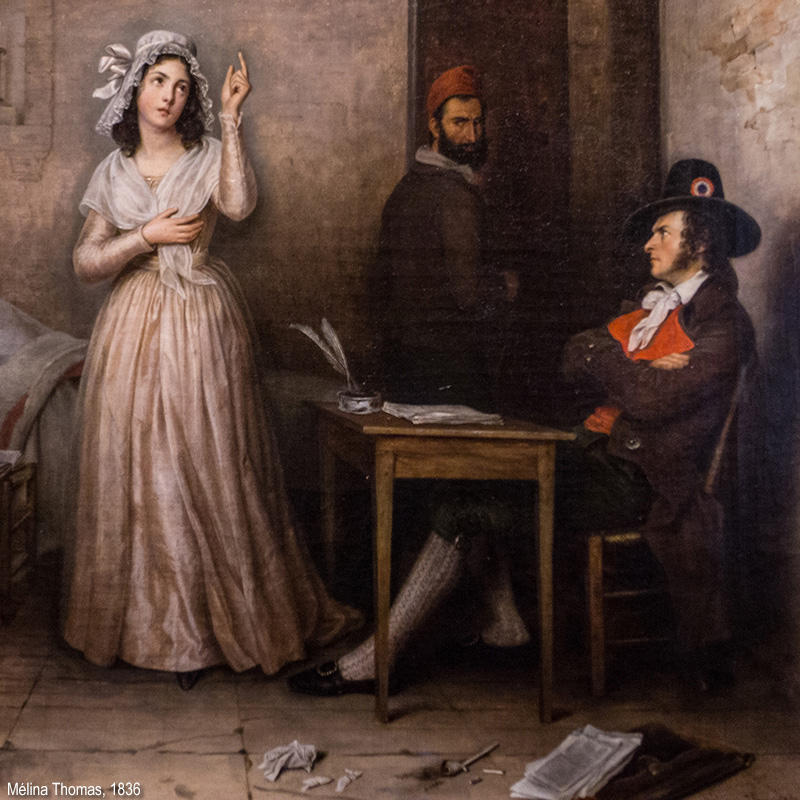
Interrogatorio di Charlotte Corday

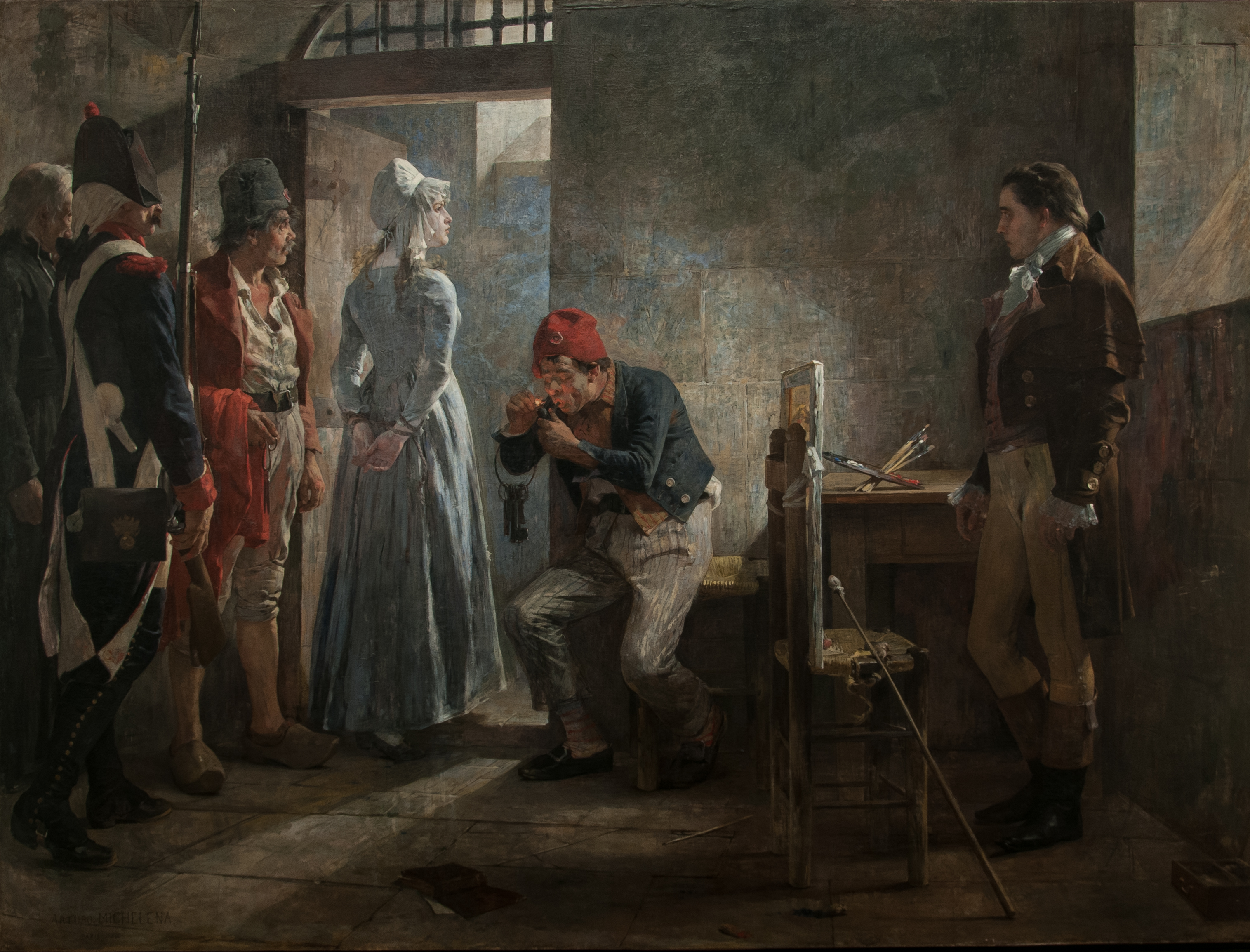
Charlotte Corday (Arturo Michelena, 1899)

Presiedeva Montané, assistito dai giudici Foucault, Roussillon e Ardouin. Fouquier-Tinville rappresentava la pubblica accusa. Al banco dei giurati sedevano Jourdeuil, Fallot, Ganney, Le Roy, Brochet, Chrétien, Godin, Rhoumin, Brichet, Sion, Fualdès e Duplain. Poiché l'avvocato scelto dall'accusata, Doulcet de Pontecoulant, non si presentò (probabilmente Fouquier-Tinville fece in modo che l'invito giungesse troppo tardi), il presidente nominò d'ufficio Claude François Chauveau-Lagarde, presente all'udienza, difensore di Charlotte Corday.
Quest'ultimo, un moderato royaliste, diverrà poi un celebre avvocato durante il Terrore, difendendo inutilmente dai processi farsa Maria Antonietta, Manon Roland, Madame du Barry e Madame Elisabeth, sfuggendo per poco alla ghigliottina e divenendo poi testimone d'accusa contro lo stesso Fouquier-Tinville. Dopo la lettura dell'atto d'accusa e le deposizioni dei testimoni, fu letta la missiva datata 16 luglio che Charlotte scrisse al padre, giustificando le sue azioni:
Il Crimine fa la vergogna, e non il patibolo!
Sarò giudicata domani alle otto. Questo 16 luglio.»
Dopo l'intervento di Chauveau-Lagarde, il suo difensore, che tentò di far passare il delitto come atto causato da "esaltazione del fanatismo politico" diffuso per attenuare la condanna, la giuria riconobbe che l'accusata aveva commesso l'assassinio «con intenzioni criminali e premeditate»; il tribunale condannò Charlotte Corday alla pena di morte e ordinò che fosse condotta al luogo dell'esecuzione vestita della camicia rossa riservata ai parricidi, secondo il Codice Penale del 1791.

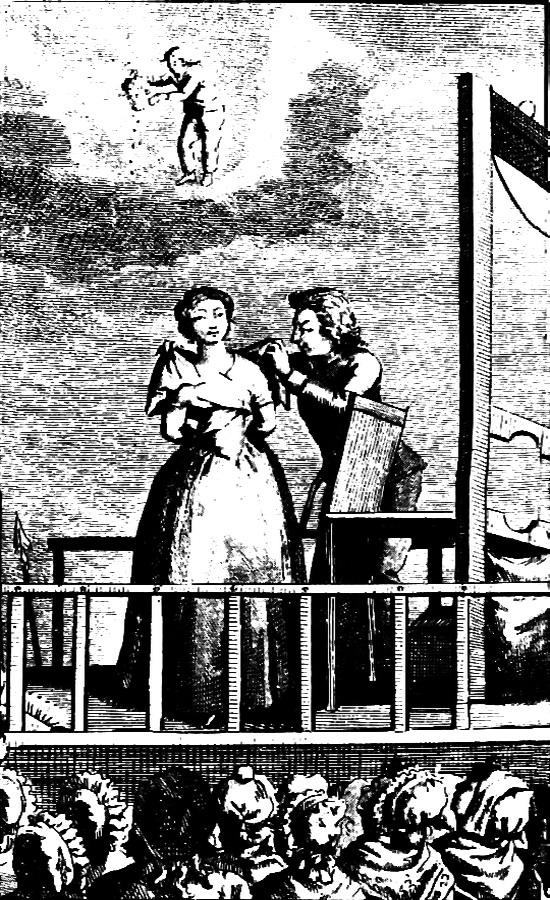
Scena dell'esecuzione

Al boia che aveva tentato fino all'ultimo di nasconderle la ghigliottina, ella disse: "Avrò pure il diritto di vederla: non ne ho mai vista una". Avrebbe preceduto l'esecutore sul patibolo, per cui la macchina fu azionata da un assistente. Subito dopo la decapitazione un altro degli assistenti del boia, un carpentiere di nome Legros, sollevò la testa dal cesto schiaffeggiandola sulle guance; molti testimoni riferirono che un'"inequivocabile espressione di sdegno" apparve allora sul volto schiaffeggiato. Questo atto fu considerato inaccettabile nel cerimoniale delle esecuzioni capitali, tanto che l'autore dell'oltraggio fu condannato a tre mesi di prigione. Questo secondo Honoré de Balzac e Louis-François L'Héritier de l'Ain, che ripresero e curarono il testo apocrifo del boia Charles-Henri Sanson, Mémoires pour servir a l'histoire de la Revolution Française par Sanson (1829). Jules Michelet attribuisce il poco realistico "episodio" alla suggestione e alla luce rossastra del Sole attraverso gli alberi dopo il temporale che si era abbattuto su Parigi.
Secondo la giornalista Clémentine Portier-Kaltenbach, il suo corpo sarebbe stato sottoposto ad autopsia all'ospedale Charité per certificarne la verginità (il pubblico accusatore le attribuì molti amanti accusandola di aver agito per amore di un uomo, alludendo a Barbaroux). Tale fatto è riportato anche da Lamartine.
Charlotte Corday venne tumulata con una semplice croce sulla tomba in una singola fossa (e non in una fossa comune come spettava ai ghigliottinati) del vecchio Cimitero della Madeleine; è stato messo in dubbio che nel 1815 i suoi resti siano stati trasferiti al cimitero di Montparnasse o nelle catacombe di Parigi. Il presunto teschio sarebbe stato riesumato forse durante il regno di Luigi Filippo (1830-1848) o custodito dallo stesso Sanson e passato di mano nell'Ottocento (posseduto ad esempio dal botanico Rolando Napoleone Bonaparte), esposto e sottoposto ad investigazioni pseudoscientifiche di tipo frenologico-antropologico lombrosiano. Lo stesso Lombroso analizzò le immagini del presunto cranio credendo di trovarvi 33 anomalie "ataviche", e ne scrisse nel suo testo La donna delinquente (1893).

## Galleria di ritratti

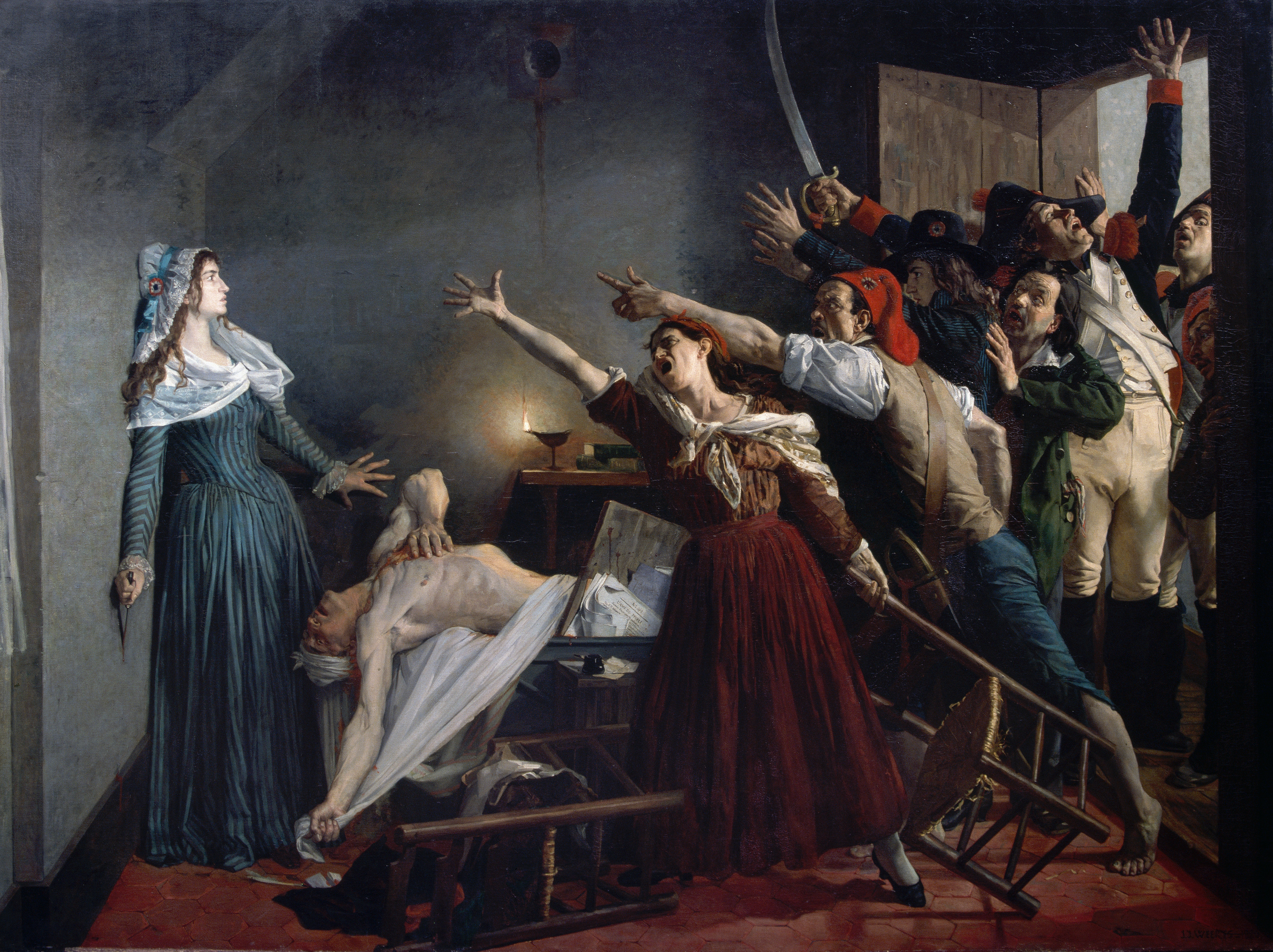
L'assassinio di Marat, opera di Jean-Joseph Weerts
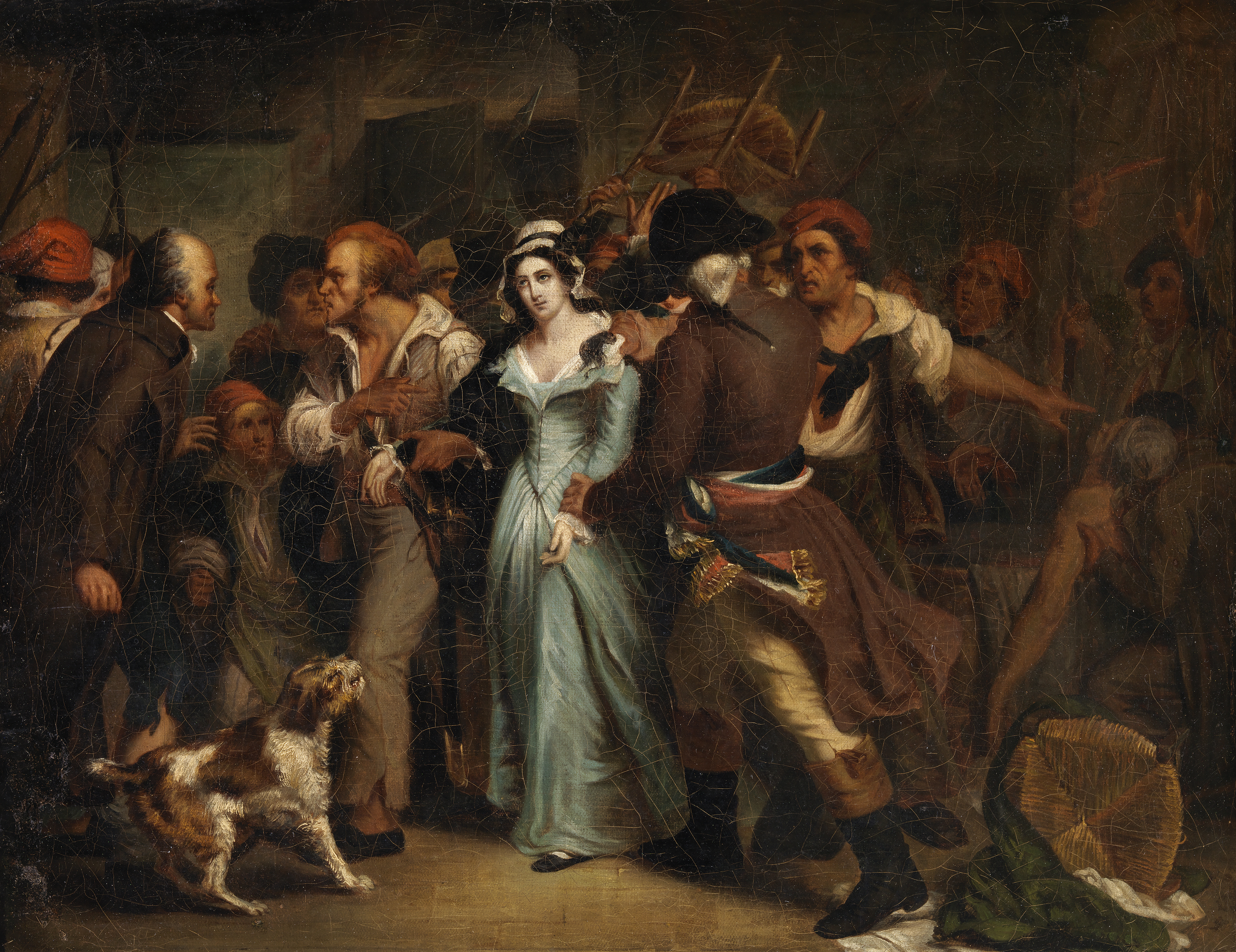
L'arresto di Charlotte Corday
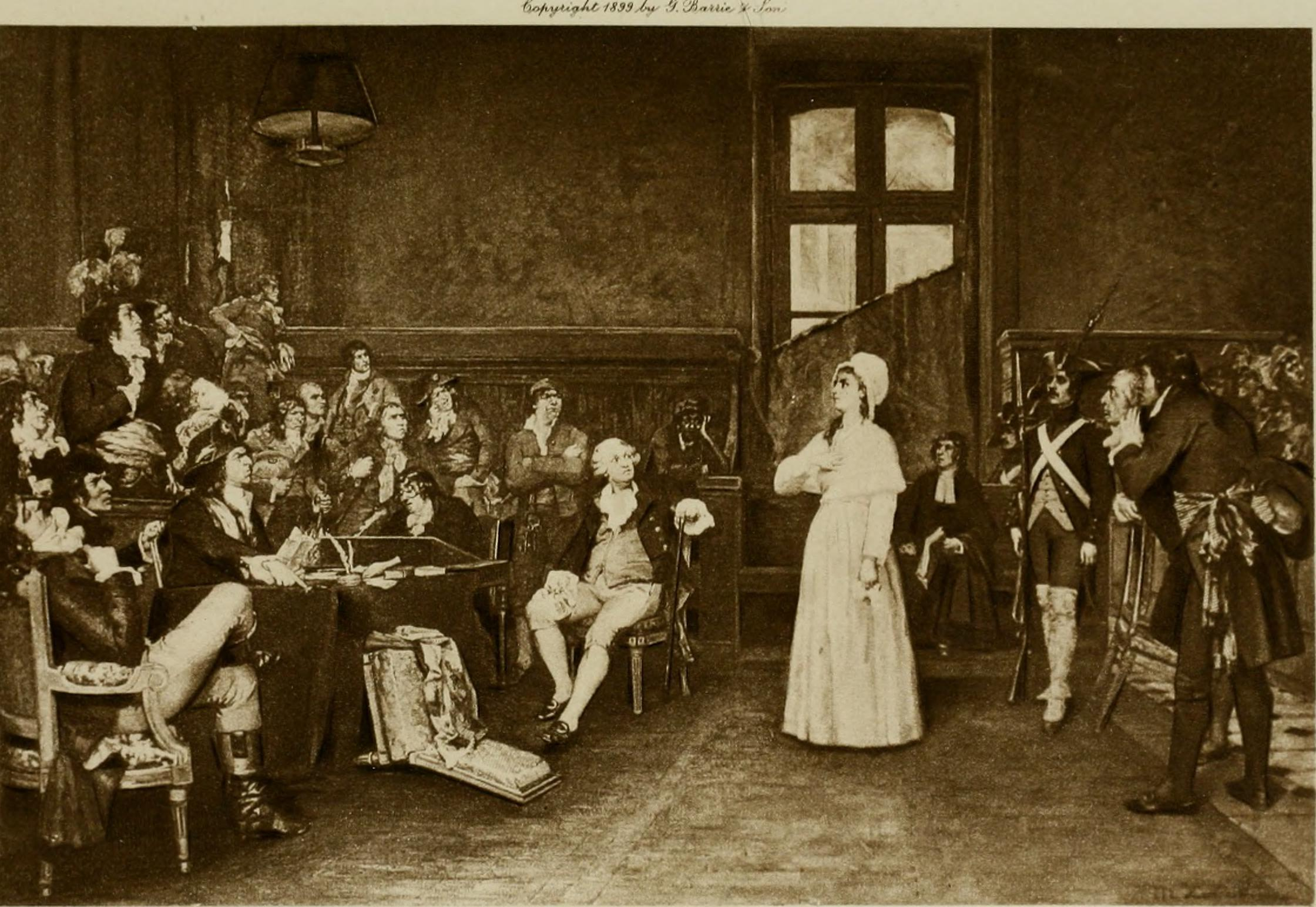
Scena del processo
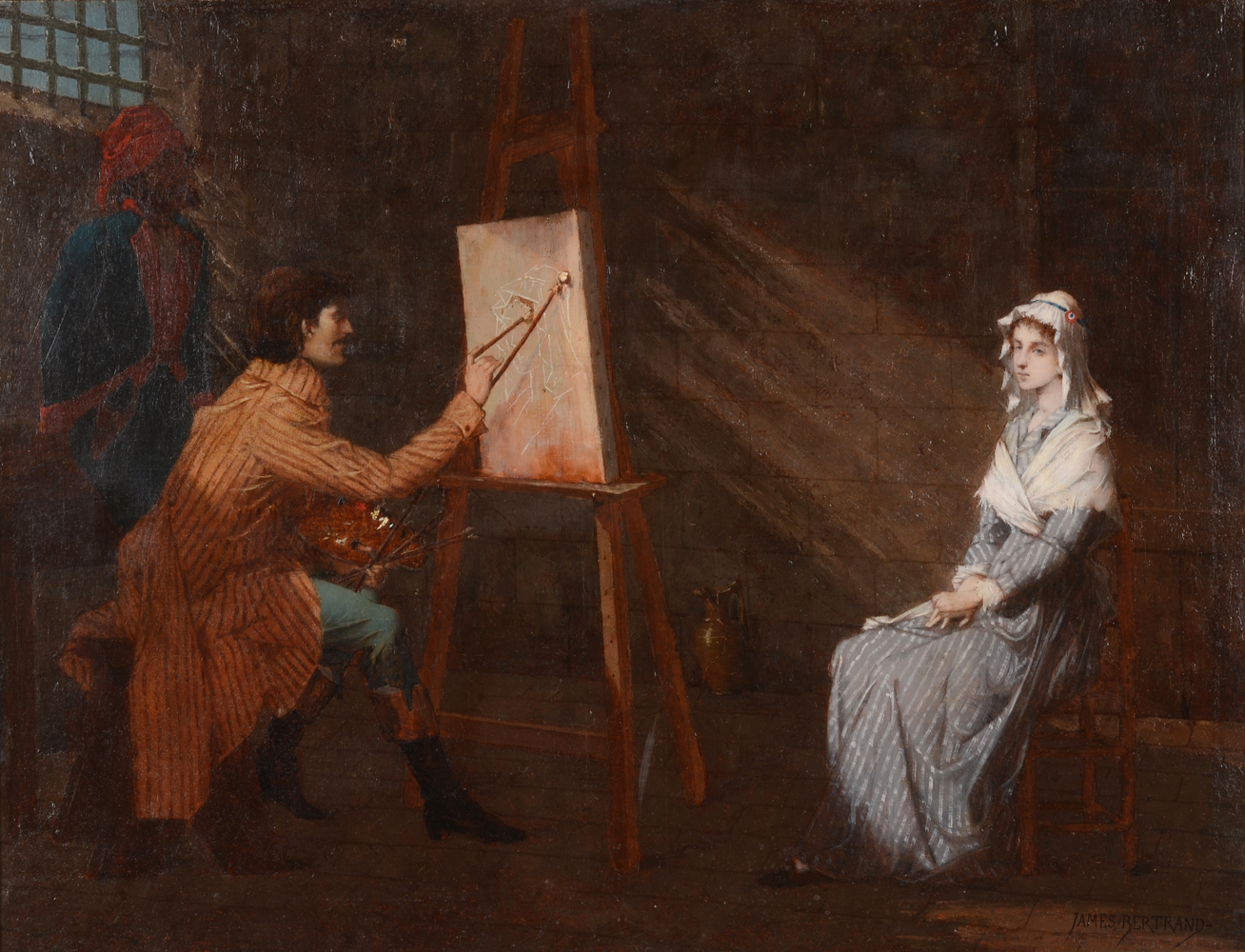
Jean-Baptiste Bertrand, Hauer dipinge il ritratto di Charlotte Corday
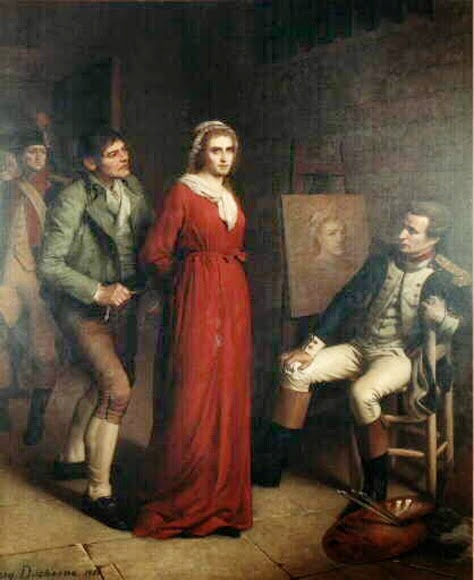
Charlotte Corday condotta alla ghigliottina (Emery Duchesne)
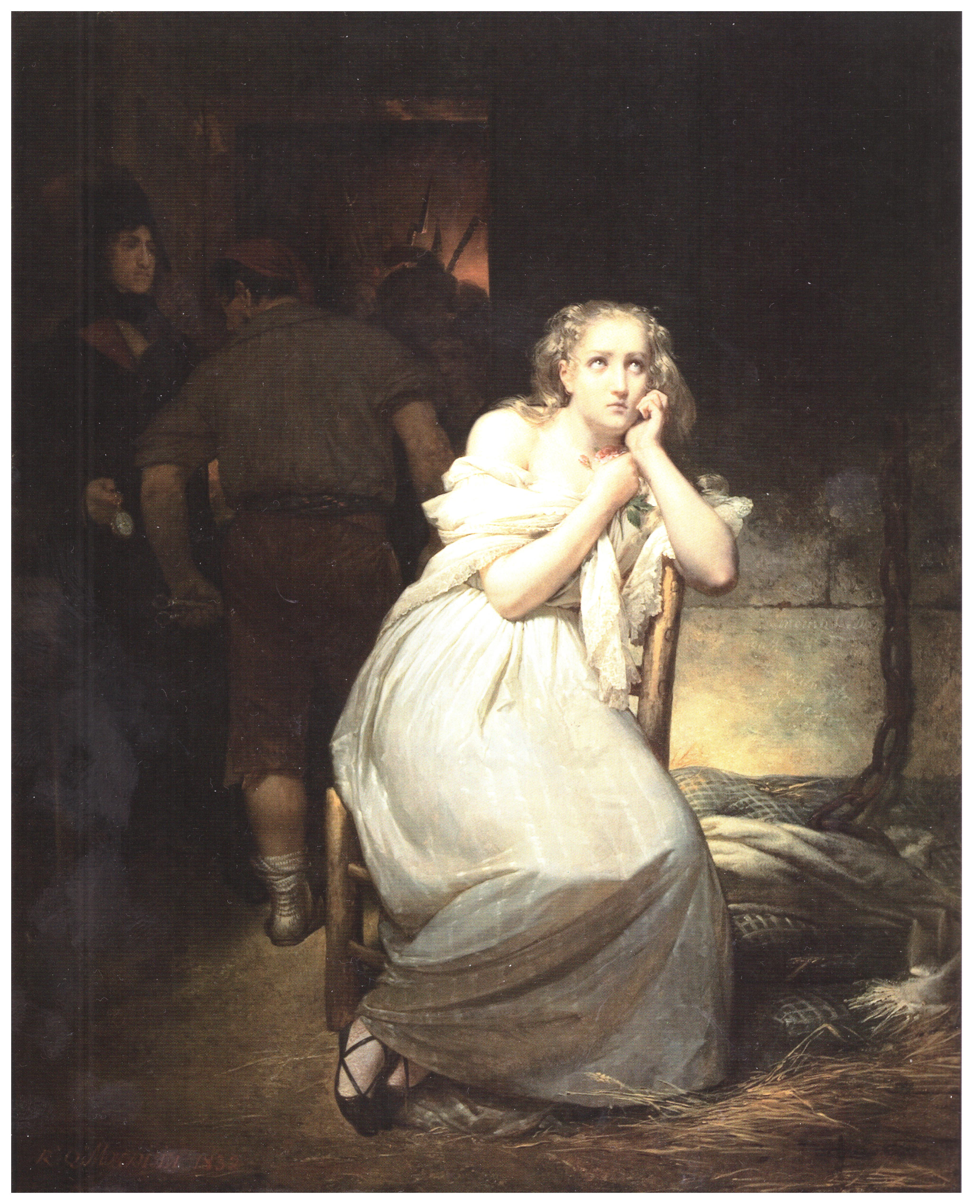
Raymond Monvoisin, Charlotte Corday in prigione (1832)
Charles Louis Muller, Charlotte Corday in prigione
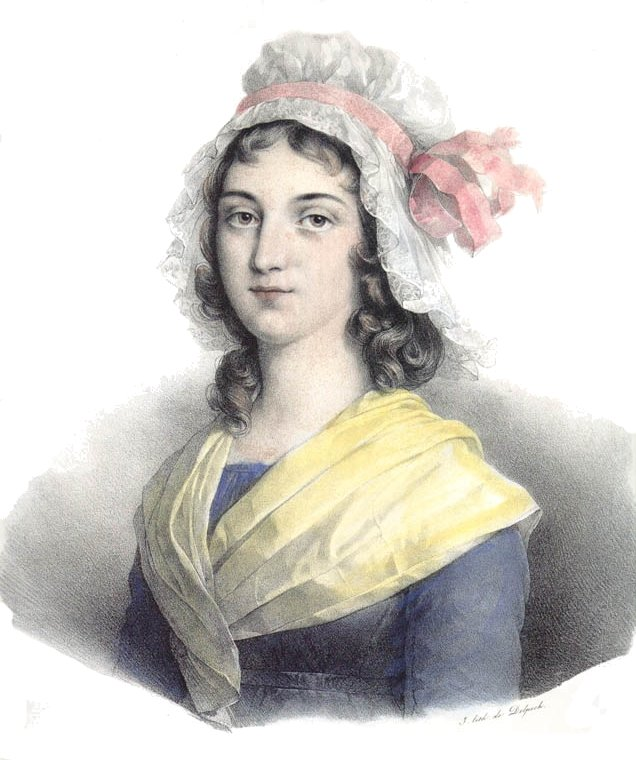
Ritratto di François Séraphin Delpech

## Nella cultura di massa

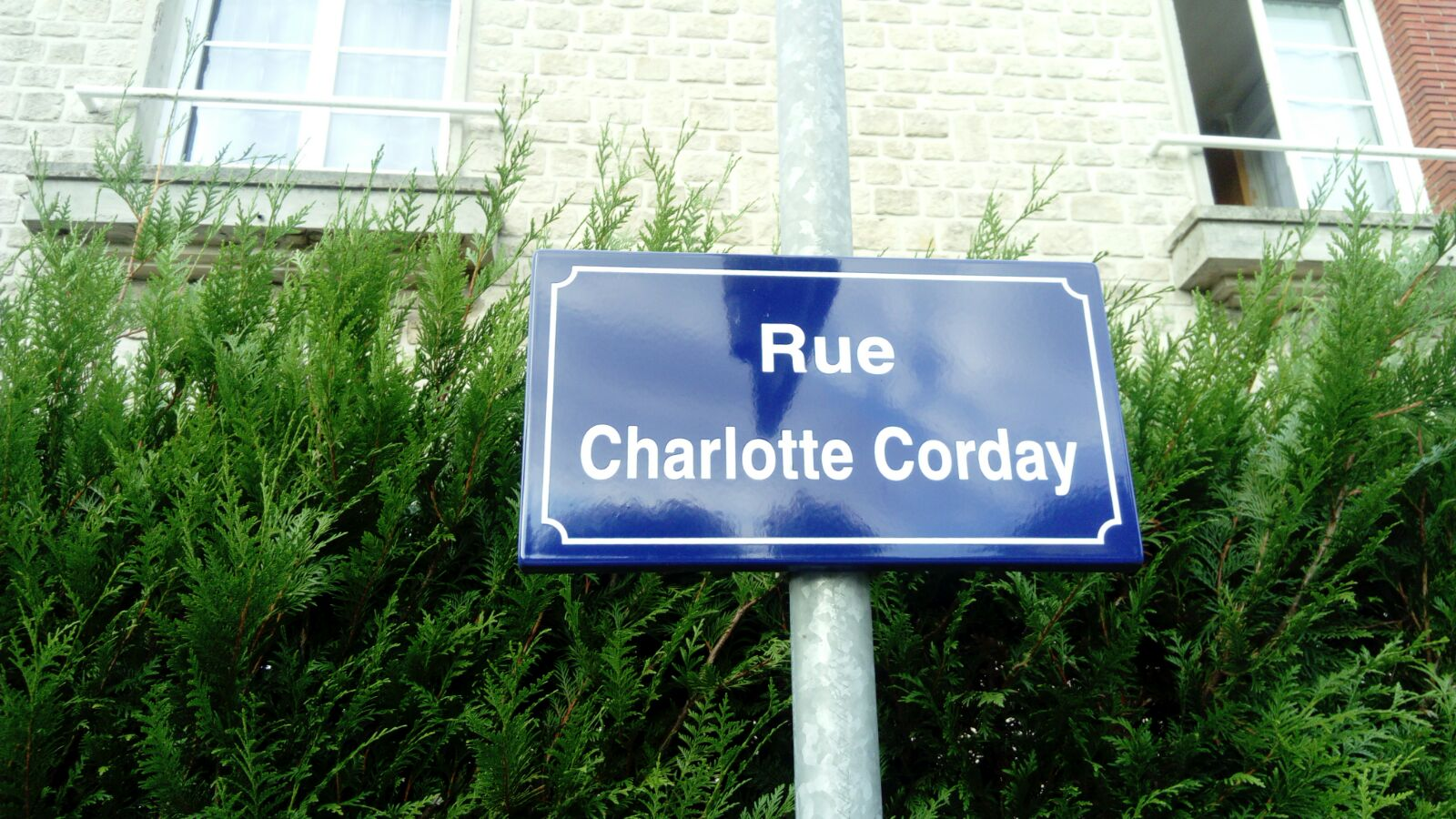
Rue Charlotte Corday ad Argentan, Normandia

Lista parziale di opere

### Letteratura
- Ode a Marie-Anne Charlotte Corday di André Chénier (1793)
- Charlotte Corday è citata in perifrasi nella Bassvilliana (1793) di Vincenzo Monti[17].
- Ne Il Misogallo (1798-1799) di Vittorio Alfieri la Corday è descritta indirettamente come un'eroina che compie un tirannicidio come Bruto.
- Karl Frenzel, Charlotte Corday, 1864.
- Il poeta e scrittore Guido Ceronetti le ha dedicato una lirica, Dialogo con Carlotta Corday o Risposta di Carlotta Corday interpellata, contenuta in diverse raccolte tra cui La distanza: poesie 1946-1996. Ne parla anche, tra l'altro, nello spettacolo teatrale La rivoluzione sconosciuta (1989) e nell'elenco dei propri personali "santi protettori" nel saggio La pazienza dell'arrostito (1990)[18]
- Innocent (manga) nel sequel innocent rouge

### Teatro
- Charlotte Corday di Pierre Drieu La Rochelle (1939)
- La persecuzione e l'assassinio di Jean-Paul Marat, rappresentato dalla compagnia filodrammatica dell'ospizio di Charenton sotto la guida del marchese de Sade o Marat/Sade, opera teatrale di Peter Weiss (1964)

### Musica
- Charlotte Corday, opera di Lorenzo Ferrero, 1989.

### Cinema
- Mort de Marat, cortometraggio del 1897 diretto da Georges Hatot.
- Charlotte Corday (1914)
- Marat/Sade (1966), dall'opera di Weiss
- La rivoluzione francese, miniserie televisiva del 1989, interpretata da Philippine Leroy-Beaulieu.
- Charlotte Corday (2008), film tv